# Cáñar
Cáñar – gmina w Hiszpanii, w prowincji Grenada, w Andaluzji, o powierzchni 26,35 km². W 2011 roku gmina liczyła 468 mieszkańców.
Wioska ma niewiele udogodnień dla turystów poza garstką barów i ma bardzo tradycyjny alpejarski charakter, ze stajnią dla zwierząt zintegrowaną z domami wychodzącymi na główną ulicę i plac.